# Staňkovice (ort i Tjeckien, Mellersta Böhmen)
Staňkovice är en ort i Tjeckien.   Den ligger i regionen Mellersta Böhmen, i den centrala delen av landet, 50 km sydost om huvudstaden Prag. Staňkovice ligger 437 meter över havet och antalet invånare är 244.
Terrängen runt Staňkovice är lite kuperad. Runt Staňkovice är det ganska tätbefolkat, med 100 invånare per kvadratkilometer. Närmaste större samhälle är Kutná Hora, 19,8 km öster om Staňkovice. Trakten runt Staňkovice består till största delen av jordbruksmark.